# Crkva sv. Ivana Krstitelja u Okrugu Donjem
Crkva sv. Ivana Krstitelja, crkva u Okrugu Donjem, općina Okrug, zaštićeno kulturno dobro

## Opis dobra
Vrijeme nastanka: od 1600. do 1700. godine. Jednobrodna crkva sv. Ivana Krstitelja s pravokutnom apsidom, skromnih dimenzija, podignuta je na jugozapadnom dijelu otoka Čiova u selu Okrug Donji, vjerojatno u 17. stoljeću. Crkva je pravilne orijentacije, istok-zapad. Građena je klesanim kamenom s dvostrešnim krovom i pokrivena kupom kanalicom dok je pokrov apside od kamenih ploča. Na glavnom pročelju nad ulaznim vratima s profiliranim nadvratnikom nalazi se rozeta, a u istoj osi zvonik na preslicu. Sjeverno i južno pročelje imaju po jedan lučno zaključen prozor s kamenim okvirima.
Unutrašnjost crkve je djelomično ožbukana, u apsidu je smještena dobro očuvana oltarna pala s prikazom Krštenja Kristova a ispred nje jednostavan oltar.

## Zaštita
Pod oznakom P-5329 zavedena je kao nepokretno kulturno dobro - pojedinačno, pravna statusa preventivno zaštićena kulturnog dobra, klasificirano kao "sakralna graditeljska baština".